# لوماري مدغشقري
لوماري مدغشقري (الاسم العلمي:Lomariopsis madagascarica) هو نوع من النبات يتبع جنس اللوماري من الفصيلة اللومارية.